# Hal C. Kern
Hal C. Kern (Anaconda, 14 de julho de 1894 — Los Angeles, 24 de fevereiro de 1985) é um editor estadunidense. Venceu o Oscar de melhor montagem na edição de 1940 por Gone with the Wind.